# Маслов Василь Іванович
Василь Іванович Маслов (21 грудня 1884 (2 січня 1885), Ічня — 22 березня 1959, Київ) — український літературознавець, історик літератури, етнограф. Брат Сергія Маслова.

## Біографія
Народився 21 грудня 1884 (2 січня 1885) року в Ічні. 1903 року закінчив із золотою медаллю Прилуцьку гімназію. Того ж року вступив на історико-філологічний факультет Московського університету. 1904 перейшов до Київського університету, який закінчив у 1909 році.
Ще студентом почав займатися науковою роботою під керівництвом професора В. Перетца. 1910 затверджений штатним стипендіатом на кафедрі російської мови і словесності при Київському університеті. 1914 — магістр, від 1915 — приват-доцент Київського університету, від 1917 — приват-доцент Вищих жіночих курсів.
1915—1920, крім лекцій з російської літератури і практичних занять, викладав російську мову і літературу в київських гімназіях. Викладав на педагогічних курсах, реорганізованих у Прилуцький педагогічний технікум (1920—1927).
1927 очолив Прилуцький окружний музей, створений на базі сокиринської колекції пам'яток старовини і мистецтва Г. Ґалаґана і Прилуцького повітового музею. У музеї заснував «Відділ культурних робітників Прилуччини», де концентрувалися документи і матеріали, пов'язані з життям та діяльністю Є. Гребінки, М. Костомарова, М. Маркевича, Г. Ґалаґана, Т. Шевченка. Завдяки енергійним заходам Маслова музей перетворився в краєзнавчий осередок, який займався вивченням Прилуччини. Ініціатор створення 1927 при міському кабінеті політичної освіти музейної секції, співробітники якої підготували реєстр пам'яток історії, культурири і природи Прилуччини. Започаткував видання «Бюлетеня Прилуцького окружного музею», в якому друкувалися розвідки місцевих дослідників, а також київських вчених С. Маслова і М. Макаренка.
1929 Василя Маслова, унаслідок злісного наклепу, зведеного секретарем Прилуцького істпарту І. Ідліним, було знято з посади завідувача музею. Від 1930 — науковий співробітник ВУАН, працював у фольклорно-етнографічній комісії, після реорганізації — в Інституті історії матеріальної культури ВУАН. Від вересня 1937 — виконувач обов'язків професора кафедри російської літератури у Київському педагогічному інституті (нині Національний педагогічний університет імені Михайла Драгоманова), завідувач кафедри російської літератури, голова Державної комісії на літературному факультеті заочного сектору інституту. Читав лекції з історії російської літератури 18-го — 1-ї половини 19 ст., спецкурси з історії російсько-українських культурних і літературних зв'язків у 2-й половині 19 ст.
У часи німецької окупації Києва — референт при педагогічному інституті, після його закриття — при шкільному відділі. Займався дисертаційною роботою на тему: «Томас Мур в російській літературі», запланованою напередодні війни. За фундаментальну наукову працю «Літературна діяльність К. Ф. Рилєєва», опубліковану 1912, після публічного захисту 1944 Маслову присвоєно науковий ступінь кандидата філологічних наук.
Від 1944 науково-педагогічна діяльність Василя Маслова пов'язана з Київським державним університетом, де він працював старшим викладачем, від 1946 — доцентом, керував студентським гуртком з російської літератури 19 століття.
Помер 22 березня 1959 року у Києві. Похований в Києві на Лук'янівському цвинтарі (ділянка №18). Надгробок — закруглена згори стела із чорного граніту.

Пам'ятник В.Маслову у Прилуках

## Наукова діяльність
Автор праць з історії української і російської літератури, фольклору, етнографії, археології. Маслову належить кілька неопублікованих праць:
- «Українське минуле в російській літературі пушкінської доби»;
- «Вплив декабристського руху на українську літературу 19 ст.»;
- «Джерела поезії декабристів» та інші.

### Праці
- Литературная деятельность К. Ф. Рылеева. К., 1912;
- Українська етнографія першої половини XIX ст. В кн.: Наукові записки Інституту історії матеріальної культури ВУАН, кн. 2. К., 1937;
- Рільниче знаряддя і техніка доби феодалізму за матеріалами Райковецького городища. Б/м., 1935;
- Рибальське знаряддя феодальної доби на Середньому Придніпров'ї. Б/м, 1936;
- До питання про народність М. Ю. Лермонтова. Б/м, 1939;
- Народність і фольклор у декабристів. Б/м, 1941;
- Пушкин и декабристы. К., 1951.